# Comté de Pike (Illinois)
Pour les articles homonymes, voir Comté de Pike.
Le comté de Pike est un comté situé dans l'État de l'Illinois, aux États-Unis. En 2000, sa population est de 17 384 habitants. Son siège est Pittsfield.